# 康定独活
康定独活（学名：Heracleum souliei）为伞形科独活属的植物，是中国的特有植物。分布于中国大陆的四川等地，生长于海拔2,600米至3,500米的地区，一般生长在山坡上，目前尚未由人工引种栽培。

## 别名
肉独活（四川）